# علکمه (روستا)
علکمه به عربی ( عَلکَمَة )، روستایی در دهستان المَفَتاح از توابع استان اَبیَن در کشور یمن در شبه جزیره عربستان است.

## جمعیت
جمعیت آن (۷۰) نفر (۶ خانوار) می‌باشد.